# Amy Foster
Amy Foster è un racconto di Joseph Conrad, scritto nel 1901 e pubblicato lo stesso anno sulla rivista The Illustrated London News; fu inserito nella raccolta Tifone e altri racconti (Typhoon and Other Stories), edita nel 1903.

## Storia editoriale
Il racconto, scritto da Conrad nel 1901, è stato pubblicato nel dicembre dello stesso anno in tre puntate, sulla rivista The Illustrated London News, ristampato nel 1903 nella raccolta Typhoon and Other Stories. I temi centrali della storia, il problema dell'integrazione e dell'isolamento, la barriera comunicativa tra diverse etnie e la paura verso lo straniero, erano ben noti a Conrad, che li visse di persona come immigrato dalla Polonia nella stessa zona dell'Inghilterra in cui è ambientato il romanzo.
Il racconto si sarebbe dovuto intitolare, secondo le prime intenzioni di Conrad, A Husband (letteralmente, "un marito") oppure A Castaway (letteralmente, "un naufrago") ma volendo vendere l'opera a una rivista popolare, pensò che focalizzare l'attenzione dei lettori sulla protagonista femminile sarebbe stata la scelta migliore.

## Trama
Un povero emigrante, dopo essersi imbarcato ad Amburgo diretto verso l'America, naufraga al largo delle coste dell'Inghilterra. Gli abitanti dei villaggi vicini, inizialmente ignari dell'affondamento, e quindi della possibilità che alcuni sopravvissuti possano essere giunti a riva, lo considerano un pericoloso vagabondo e un pazzo. Non parla inglese e la sua lingua madre suona strana alle orecchie dei locali, spaventandoli a tal punto da indurli a emarginarlo senza offrirgli alcun aiuto.
Nonostante le difficoltà incontrate, "Yanko Goorall", questo il nome dello straniero, trova rifugio e lavoro da un eccentrico anziano del luogo, il signor Swaffer. Yanko impara un po' di inglese e riesce a spiegare che il suo nome, Yanko, significa "piccolo Giovanni" e che era un montanaro proveniente dalla zona orientale dei Carpazi, imbarcatosi sulla nave Herzogin Sophia-Dorothea che aveva fatto naufragio.
Yanko si innamora di Amy Foster, una domestica che gli ha mostrato una certa gentilezza; i due, incuranti della disapprovazione della comunità, si sposano. La coppia vive in un cottage dato a Yanko da Swaffer, riconoscente al forestiero per aver salvato la vita alla nipote. Yanko e Amy hanno un figlio che la donna chiama Johnny.
Diversi mesi dopo Yanko si ammala gravemente e, febbricitante, inizia a delirare parlando ancora una volta nella sua lingua. Amy, spaventata dai vaneggiamenti del marito, fugge da casa portando con sé il piccolo. La mattina dopo Yanko viene trovato morto. Si scoprirà poi che le parole incomprensibili proferite da Yanko altro non erano che una richiesta d'acqua.

## Opere derivate
- Dal racconto fu tratto il film Lo straniero che venne dal mare (Swept from the Sea, 1997), diretto da Beeban Kidron.

- L'opera ha ispirato la piece teatrale del 2019, Amy. Storia di un naufragio, con testi di Valerio Nardoni e Daniela Morozzi.[3]

## Edizioni
- (EN) Joseph Conrad, Amy Foster, in The Illustrated London News, Londra, dicembre 1901.
- (EN) Joseph Conrad, Amy Foster, in Typhoon and Other Stories, Heinemann, 1903.
- Joseph Conrad, Amy Foster, in Il tifone, traduzione di Dienne Carter, n. 15, Collana Scrittori italiani e stranieri, Milano, Delta, 1929, SBN RAV0081389.
- Joseph Conrad, Amy Foster, in Storie di mare e di marinai, traduzione di Ugo Mursia, Milano, Mursia, 1968.
- Joseph Conrad, Amy Foster, in U. Mursia (a cura di), Tutti i racconti e i romanzi brevi, Introduzione di Elio Chinol, Collana I grandi scrittori di ogni paese. Serie inglese, Milano, Mursia, 1979.
- Joseph Conrad, Amy Foster, traduzione di Aurora Rivadossi, Collana Interferenze n.4, Brescia, Edizioni L'Obliquo, 1986.
- Joseph Conrad, Amy Foster, in Mario Curreli (a cura di), Opere. Romanzi e racconti 1895-1903, Collezione Classici, Milano, Bompiani, 1990.
- Joseph Conrad, Amy Foster, in La locanda delle streghe, traduzione di Ottavio Fatica, Pordenone, Edizioni Studio Tesi, 1991, ISBN 88-7692-292-X.
- Joseph Conrad, Amy Foster, in Romanzi e racconti d'avventura di terra e di mare, Introduzione di Bruno Traversetti, n. 146, Collana Grandi Tascabili Economici, Roma, Newton Compton, 1992.
- Joseph Conrad, Amy Foster, in G. Parks (a cura di), Domani, traduzione di G. Marcellini, O. Fatica, Piccola biblioteca universale, n. 1, Pordenone, Studio Tesi, 1993, ISBN 9788876924057.
- Joseph Conrad, Amy Foster, traduzione di Elisabetta Querci, La Biblioteca di Repubblica, Roma, L'Espresso, 2012, ISBN 978-88-882-4003-9.
- Joseph Conrad, Amy Foster, traduzione di Daniela Sandid, Collana Le occasioni, Bagno a Ripoli (Firenze), Passigli, 2016, ISBN 978-88-368-1531-9.
- Joseph Conrad, Amy Foster, a cura di Tania Zulli, Collana Letteratura universale, Venezia, Marsilio, 2019, ISBN 978-88-317-8843-4.
- Joseph Conrad, Amy Foster, traduzione di Susanna Basso, Introduzione di Hisham Matar, Collana Gli struzzi, Torino, Einaudi, 2022, ISBN 978-88-062-5043-0.